# Vitorlás hajó

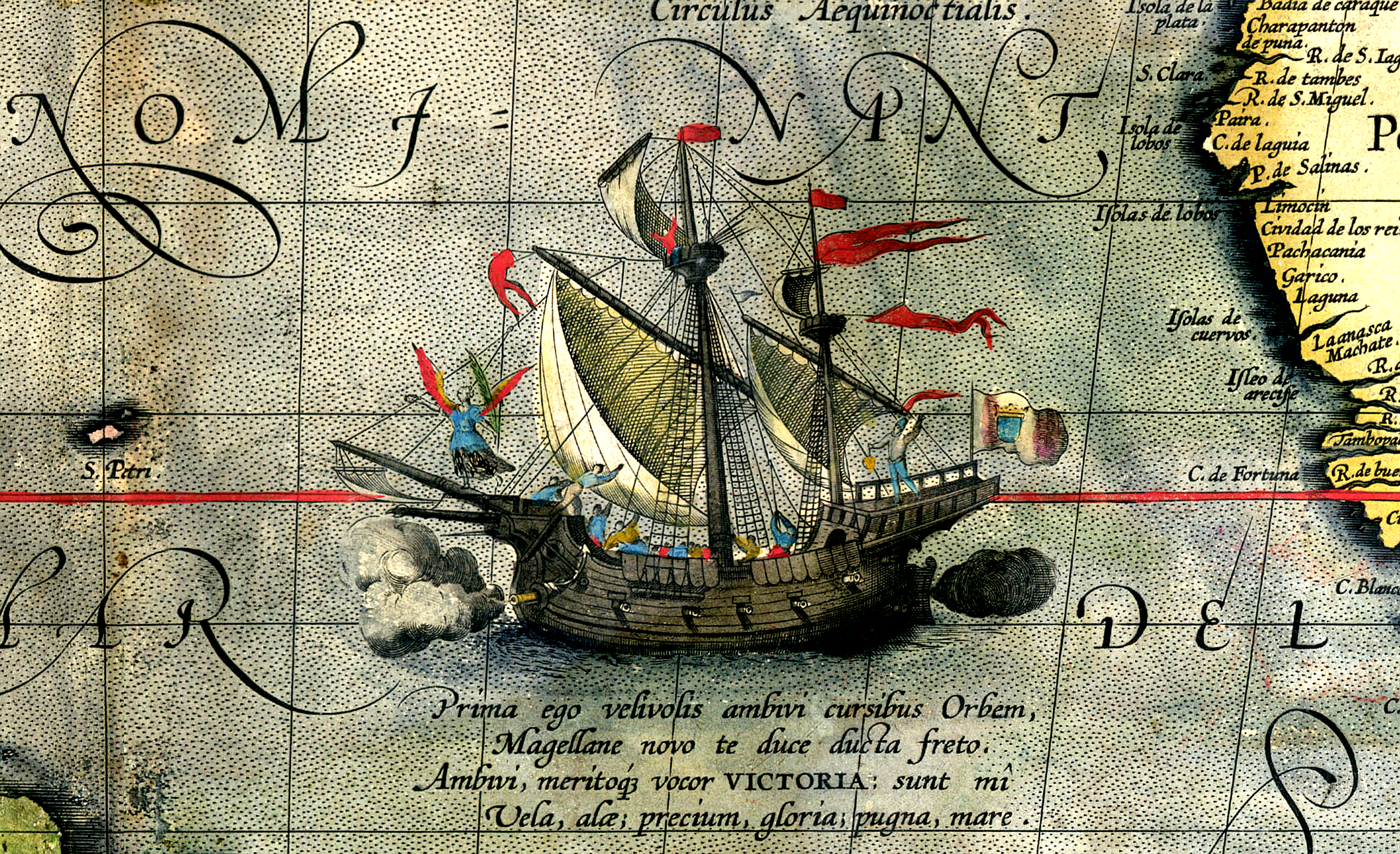
Fernão de Magalhães portugál felfedező Földet megkerülő vitorlás hajója, a 85 tonnás Victoria nevű karakk, Abraham Ortelius németalföldi térképész Csendes-óceánt ábrázoló térképén (1590)

A vitorlás hajó elsősorban a szél erejével hajtott, árbócra szerelt vitorlával vagy vitorlázattal ellátott hajó.
Az árbócok, vitorlák alapján egy, másfél, kettő, három, és sok árbócú vitorlás hajókat építettek, melyeknek további altípusai vannak.

## Egyárbócos vitorlás hajók

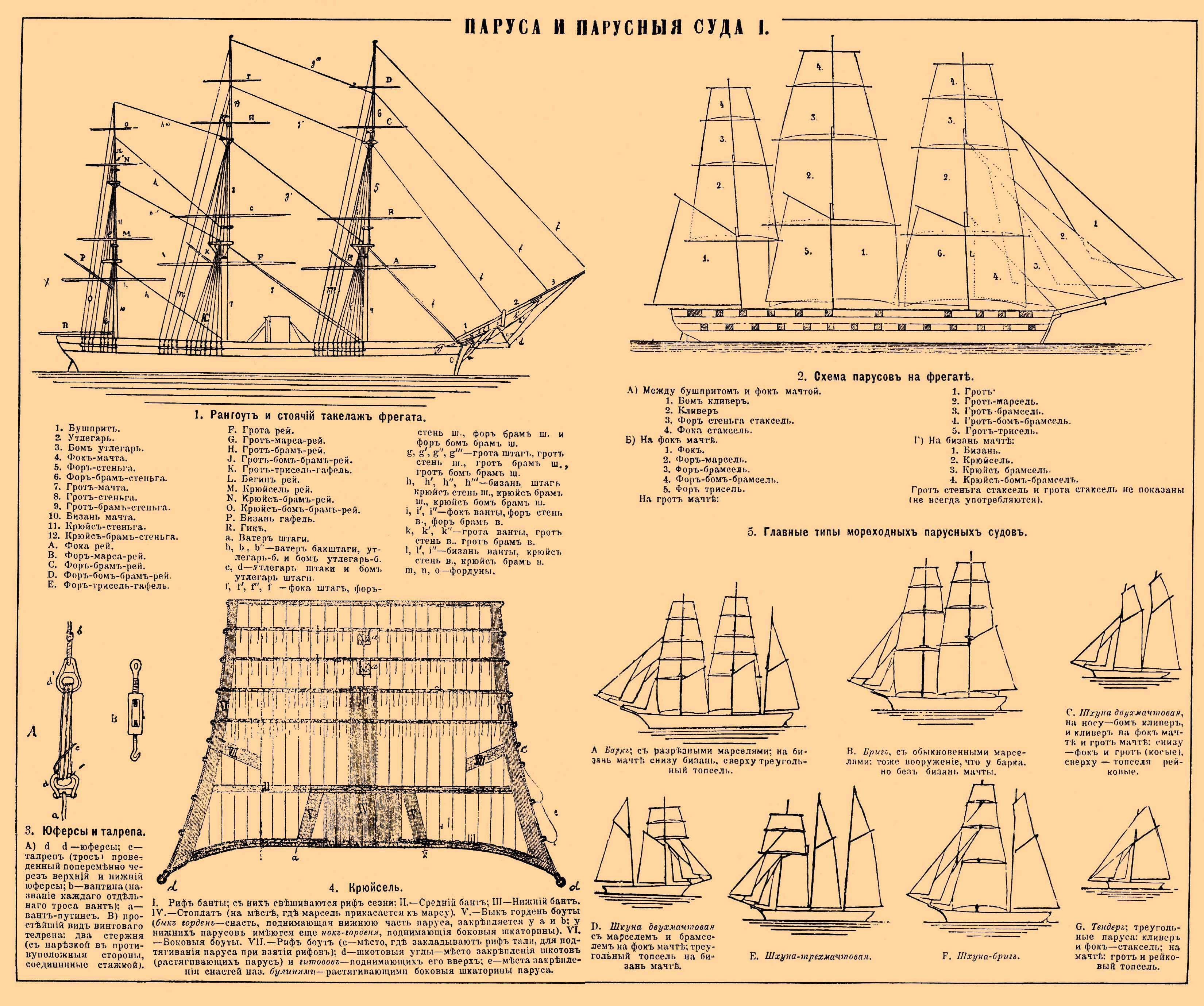
Vitorlázatok egy 1890-es kiadású orosz lexikonban

Az egyárbócos vitorlás hajónak három típusa van:
- a kutt (cutt, cat),
- a szlup (sloop, sloep. slup), és
- a kutter (cutter) vitorlázatú.

A kutt (cutt, cat) vitorlázat esetén a vitorlás hajónak egyetlen vitorlája van. Ez lehet:
- klasszikus csonka (gaff(wd)) vitorla
- csonka vitorla csúcsvitorlával (kutter)
- lugger vitorla
- gémes (pányvás, átlósrudas) vitorla
- latinvitorla
- magas- (bermuda, marconi) vitorla
- arab vitorla (háromcsúcsú vitorla ívelt vitorlarúddal)
- trapézvitorla (kínai gyékény-vitorla)
- denevér- (szárnyas-) vitorla

A szlup (sloop, sloep, slup) vitorlázat két vitorlából áll, fő- és elővitorlából. A vitorlás hajó fővitorlája lehet:
- klasszikus csonka vitorlával,
- magasvitorlával

Az elővitorlája pedig az orrvitorla. Az orrvitorla segítségével a vitorlás hajó gyorsabb, jobban manőverezik.
A kutter (cutter) három vagy több vitorlával rendelkező egyárbócos vitorlás hajó.
A fővitorla szintén klasszikus csonka, vagy magas vitorla lehet. A klasszikus kutternak két felső vitorlája van, egy csúcs- és egy repülő vitorla. A kutter vitorlázat lehet:
- klasszikus csonka vitorlával,
- magasvitorlával
- klasszikus kutter vitorlázat

## Másfél árbócos vitorlás hajók

Holland és a spanyol hadihajók találkozása

A másfél árbócos vitorlás hajóknak két árbóca van. Az első a főárbóc, a hátsó félárbóc. (kisárbóc) A főárbócon magas-, vagy klasszikus csonkavitorlát – legtöbbször csúcsvitorlával kiegészítve – hordoznak. Fajtái:
- A yawl hátsó félárbóca a kormány mögött, a hajó végén található, ezért kisméretű.
- A ketch hátsó félárbóca a kormány előtt van, ezért nagyobb vitorlát hordozhat. Ez a vitorla önmagában is képes mozgásban tartani a hajót. A 18. században a ketchnek is keresztvitorlája volt.
- A ketchből alakult ki a csonka vitorlázatú ewer.
- galiote(wd).

## Kétárbócos vitorlás hajók
A kétárbócos vitorlás hajók a briggek és a szkúnerek, és ezek kombinációik lehetnek. A brigg elő- és főárbócán is keresztvitorlákat hordoz. A főárbócon csonka vitorla is lehet, de ez nem jár együtt valamelyik keresztvitorla elhagyásával. Fajtái:
- brigg
- szkúner
  - klasszikus vitorlázatú
  - magas vitorlázatú
  - tarcs vitorlázatú
  - derékcsúcsvitorlás szkúner, főárbócán csúcsvitorlát hordoz a keresztvitorlák helyett.
  - derékvitorlás szkúner árbócain két keresztvitorla és egy-egy csonkavitorla van, de csúcsvitorlák nélkül.
  - sudárcsúcsvitorlás szkúner, hasonló a derékcsúcsvitorlás szkúnerhoz, de árbócain csak egy kereszt vitorla található.
  - sudárvitorlás szkúner előárbócát egy keresztvitorlával, főárbócát csonka és csúcsvitorlával szerelik fel.
  - deréksudár-vitorlás szkúner előárbócára kettő, főárbócára egy keresztvitorlát helyeznek a csonkavitorlák mellé.
- brigantin, mely előárbóca teljes vitorlázatú, de kiegészíthető még csonka vitorlával is. A főárbócon csonka és csúcsvitorlát hordoz.
- pinisi vitorlázattal szerelt indonéz hajók:
  - palari(wd)
  - lambo(wd)

## Háromárbócos vitorlás hajók
A háromárbócos vitorlások a barkok, szkúnerek, fregattok (teljes vitorlázatú hajó) és ezek keverékei. Fajtái:
- bark
- szkúner
- fregatt, teljes vitorlázatú hajó
- szkúner barkváltozatai
  - barkentin
  - derékvitorlás barkentin
  - sudárvitorlás barkentin
  - háromárbócos derékcsúcsvitorlás szkúner
  - háromárbócos derékvitorlás szkúner
  - háromárbócos sudárcsúcsvitorlás szkúner
  - háromárbócos sudárvitorlás szkúner
  - háromárbócos deréksudár-vitorlás szkúner

## Négyárbócos vitorlás hajók
A négyárbócos vitorlások közé szintén barkok, szkúnerek, fregattok és változataik tartoznak.

## A sokárbócos szkúnerek és barkok
Háromtól hétig terjedő árbócú szkúnereket a 19. század második felében és a 20. század elején Észak-Amerikában építettek. Ezek a sokárbócos hajók már képesek voltak felvenni a versenyt a fejlődő gőzhajókkal. Az 1909-ben épült Wyoming szkúner hatalmas, hat árbócos hajó volt. A barkok között is voltak 5 árbócosak, például a híres P sorozat hajói: Pamír, Passat, Potosi. A Pamír egészen 1957-ig hajózott, mígnem az Atlanti-óceánon elsüllyedt.

## A hajó törzse
Szerkezetileg a vitorlás hajó törzsének két döntő eleme a váz és a (kül)héj.
A váz fő szerkezeti eleme a gerinc, illetve a hajótőke; ezekhez szorosan kapcsolódik az orrtőke és a fartőke. Keresztmetszetben a váz elemei a bókonyok (fenékbordák, bókonylemezek). Ezek egyik végükön a gerincgerendához kapcsolódnak; másik végükhöz csatlakoznak a bordák. A fedélzeti gerendák (fedélzeti bordák) függőkönyökökkel és támaszokkal támaszkodnak a bordákra. A fedélzeti gerendákat hosszanti irányban hosszmerevítő gerendák, függőlegesen pedig oszlopok és diagonális merevítők támasztják alá. A hosszanti váz további elemei:
- a külső oldal hosszmerevítő gerendái,
- a koszorúgerenda,
- a koszorúmerevító deszka és
- a fedélzeti peremdeszka.

A külhéj fő elemei a bordákra rögzített palánkok. Ezeket úgy rakják fel, hogy az egyes palánkjáratok zsindelyszerűen túlfedjék egymást (ez az ún. klinkerpalánkozású héj) vagy ún. tompa illesztéssel rögzítik őket egymás mellé (az ilyen, ún. karwellpalánkozású hajó törzse sima). A palánkok közötti réseket kóccal tömik ki, és ezt a tömítést szurokkal itatják át (vízhatlanítják). Ehhez hasonló módszerrel szigetelik a fedélzetet is. A viharok a nagyon megterhelték a palánkozatot, ezért az rendszeresen kilazult, ami után a hajótörzsbe jutott vizet ki kellett szivattyúzni. A tömítéseket minden vihar után javítani kellett.
A vikingek a hajó törzsére nehezedő nyomást különös, nagyon rugalmas kötési kapcsokkal enyhítették.
A többfedélzetű hadi vitorlásokat rendszerint többrétegű, merevítő palánkozattal burkolták, mivel az ágyúnyílások jelentősen gyengítették a palánkozatot. A palánkozat külső rétegeit az alattuk levőkre (belsőkre) rögzítették.
A hajó törzsét hagyományosan három részre tagoljuk (Gulaš):
- orr,
- középrész,
- tat.

A hajó törzsének alsó része a hajófenék, fölső része a fedélzet. Nagyobb hajókat több szintre (fedélzetre) tagolják, ilyenkor a fenék és a (fő) fedélzet között fedél(zet)közöket különböztetünk meg. A nagy vitorlás hadihajókon a ezeken a fedélzetközökön (ágyúfedélzeteken) helyezték el az ágyúk többségét. A hajófenék három fő keresztmetszeti típusa:
- az egyenes (lapos),
- a mérsékelten emelt (mérsékelt V alakú) és
- az ék alakú.

A fedélzet keresztmetszete jellemzően domború, hosszmetszete pedig homorú, „nyereg alakú”. Az elülső és a hátsó magasítás védi a hajót a szemből, illetve hátulról érkező hullámoktól. A középvonal kidomborítása folyatja le a felcsapó vizet a fedélzetről.

### Orr
A hajó homlokrésze általában az első árbócnál kezdődik és az orral végződik. Ezen a vonalon találkozik a hajó két oldala. A fedélzettel csaknem mindig hegyesszöget zár be; csupán:
- a ladik,
- a dzsunka és
- néhány további vitorlás orra illeszkedik tompaszögben.

Hosszmetszete (profilja) szerint az orr négy alaptípusát különböztetjük meg:
- függőleges,
- előredőlt,
- klipper-típusú, azaz klipperorr,
- kanál alakú.

### Középrész
Az egyes hajótípusok középrészének keresztmetszete igen változatos lehet. A fő típusok:
- kerekded,
- egyenes,
- körte alakú,
- harang alakú,
- csepp alakú,
- többsarkú és
- kúpos (kónikus).

### Tat
A hajó hátsó rész a tat. Hosszmetszetben négy alaptípusát különböztetjük meg. Lehet:
- „gömbölyded” (kerekded, közönséges),
- hátradűlő (yachtszerű),
- csapott (tükrös) vagy
- ívelt (kihajlított).

Vízszintes metszetben a három alaptípus:
- kerekded,
- ellipszis alakú és
- csapott.

Ha a tat függőleges és vízszintes metszetben egyaránt csapott, akkor az azt lezáró síkot tükörnek nevezzük.

### Felépítmények
A felépítmények a hajó oldalainak folytatásai. Megkülönböztetünk:
- elülső (orr-),
- középső és
- hátulsó (tat-)

felépítményt.
Az orr- és a tatfelépítmény fő funkciója a hullámvédelem. A fedélzeten elhelyezett további, kisebb építmények főleg a fedélzet nyílásait védő tetők. A fedélzetet oldalról az úgynevezett hamis oldalfal védheti a hullámzástól. Ez azért „hamis”, mert nem a hajóoldal valós folytatása, hanem egyszerű mellvéd (hullámvéd, habvéd). Magassága nem azonos a vízvonaltól a főfedélzetig érő úgynevezett szabad oldalmagassággal.